# Euchilichthys royauxi
Euchilichthys royauxi es una especie de peces de la familia Mochokidae en el orden de los Siluriformes.

## Morfología
• Los machos pueden llegar alcanzar los 22 cm de longitud total.
- Número de  vértebras: 40-42.[1][2]

## Reproducción
Es ovíparo.

## Hábitat
Es un pez de agua dulce. y de clima tropical.

## Distribución geográfica
Se encuentran en África:  cuenca del río Congo desde el sur del Camerún hasta la cuenca del lago Moers.